# 金谷利治
金谷 利治（かなや としじ、1953年10月12日 - ）は日本の化学者、物理学者。京都大学名誉教授。大阪府出身。
1976年京都大学工学部高分子化学科卒業。1981年同大学院博士課程修了（工学博士）。2003年より京都大学教授。2015年より高エネルギー加速器研究機構物質構造科学研究所教授。専門はソフトマター物理、高分子科学。2011年から2015年まで日本中性子科学会会長。

## 研究内容
中性子散乱法、X線散乱法、光散乱法に加え陽電子消滅法、光学顕微鏡、電子顕微鏡観察により、高分子薄膜、非晶性高分子、結晶性高分子、高分子ゲル、高分子ミセル、高分子電解質、蛋白質など種々のソフトマター・高分子系の構造とダイナミクスの精密解析を微視的観点より行い、高次構造の解明とダイナミクスの役割を明らかにした。中性子、放射光X線、ミュオンなどの量子ビームの相補利用による物質の静的・動的構造研究を行っている。

## 略歴
- 1972年3月　大阪府立北野高校卒業
- 1976年3月　京都大学工学部高分子化学科卒業
- 1978年3月　京都大学大学院工学研究科高分子化学専攻修士課程修了
- 1981年3月　京都大学大学院工学研究科高分子化学専攻博士課程修了
- 1981年9月　京都大学工学博士
- 1982年4月　京都大学化学研究所助手
- 1986年6月　英国インペリアルカレッジ客員研究員
- 1989年3月　京都大学化学研究所助教授
- 1991年4月　独国マックス-プランク高分子研究所客員教授
- 2003年1月　京都大学化学研究所教授
- 2015年6月　高エネルギー加速器研究機構物質構造科学研究所教授、J-PARC 物質生命科学実験施設ディビジョン長
- 2015年6月　京都大学名誉教授

## 受賞
- 2002年　繊維学会賞「高分子ゲルの階層構造の解明」[3]
- 2006年　高分子学会賞「高分子結晶化と高次構造形成機構の精密解析と制御」[4]
- 2007年　日本中性子科学会賞「中性子散乱による高分子系の高次構造形成過程とダイナミクスの解明」[5]
- 2017年　繊維学会功績賞[6]